# Кастронуово ди Сант'Андреа
Кастронуово ди Сант'Андреа (итал. Castronuovo di Sant'Andrea) је насеље у Италији у округу Потенца, региону Базиликата.
Према процени из 2011. у насељу је живело 676 становника. Насеље се налази на надморској висини од 690 м.

## Становништво
| 1951. | 1961. | 1971. | 1981. | 1991. | 2001. | 2011. |
| ----- | ----- | ----- | ----- | ----- | ----- | ----- |
| 2.668 | 2.505 | 2.088 | 1.788 | 1.691 | 1.439 | 1.138 |